# Aaron Lohr
Aaron Christopher Lohr Jr. (Los Angeles, 2 de abril de 1976) é um ator e cantor norte-americano. Atuou em filmes para a televisão e de recursos, bem como o estágio profissional.

## Dublagens
- Fantastic Max
- Cartoon All-Stars to the Rescue
- Newsies[1]
- D2: The Mighty Ducks[1]
- A Goofy Movie (Canções)
- D3: The Mighty Ducks
- Perfect Assassins
- Daydream Believers: The Monkees' Story
- Jak and Daxter: The Precursor Legacy
- Rent[1]
- Noise
- The Wreck
- Loving Leah
- Blue Bloods